# Décès en septembre 1939
Décès
- 1935
- 1936
- 1937
- 1938
- 1939
- 1940
- 1941
- 1942
- 1943

Pour une information complémentaire, voir la page d'aide.

| Date         | Nom                         | Pays                   | Activités                                                       | Âge | Source |
| ------------ | --------------------------- | ---------------------- | --------------------------------------------------------------- | --- | ------ |
| 2 septembre  | Gertrude Woodward           | Drapeau du Royaume-Uni | Illustratrice scientifique britannique.                         | 78  |        |
| 8 septembre  | Maurice George Moore        | Drapeau de l'Irlande   | Militaire et homme politique irlandais.                         | 85  |        |
| 8 septembre  | Josef Wenig                 | Drapeau de la Tchéquie | Peintre, illustrateur, scénographe et costumier tchécoslovaque. | 54  |        |
| 12 septembre | Paul Rouvière               | Drapeau de la France   | Architecte français.                                            | 32  |        |
| 16 septembre | Vladimir Bazarov            | Drapeau de la Russie   | Philosophe marxiste et économiste russe.                        | 65  |        |
| 18 septembre | Stanisław Ignacy Witkiewicz | Drapeau de la Pologne  | Philosophe, peintre, photographe et romancier polonais.         | 54  |        |
| 19 septembre | Cornelis Dopper             | Drapeau des Pays-Bas   | Compositeur et chef d'orchestre néerlandais.                    | 69  |        |
| 21 septembre | Park Yeong-hyo              |                        | Homme politique coréen de la dynastie Joseon.                   | 78  |        |
| 23 septembre | Sigmund Freud               | Drapeau de l'Autriche  | Neurologue et psychiatre autrichien.                            | 83  |        |
| 23 septembre | Eugeniusz Kazimirowski      | Drapeau de la Pologne  | Artiste peintre polonais.                                       | 65  |        |
| 23 septembre | Frits van den Berghe        | Drapeau de la Belgique | Peintre, graveur et dessinateur belge.                          | 56  |        |
| 23 septembre | René Berti                  | Drapeau de l'Italie    | Peintre et graveur italien.                                     | 54  |        |